# Фарман F.190
Фарман F.190 (фр. Farman F.190 - F.199 и F.390 - F.393) је једномоторни путнички (транспортни) авион капацитета 4 путника француске производње. Производила га је Фабрика авиона Фарман од 1928. до 1935. године.

## Пројектовањје и развој
Рад на пројектовању и изради прототипа је завршен 1928. године када је обављен и први пробни лет. Пројектант је био Анри Фарман (Henry Farman). Авион је конципиран као високи једнокрилац са једним мотором и елисом са два крака. Авион је потпуно дрвене конструкције обложен шперплочама, а пилотска и путничка кабина представљају једну затворену целину. Стајни трап му је фиксан. Крило је дрвене конструкције обложено платном.

## Оперативно коришћење
Укупно је направљено око 129 авиона Фарман F.190 и то у 9 верзија. Верзије носе ознаке од F.190 до F.199, а разлика између верзија је углавном по уграђеним моторима мада има и разлике у опреми (путничка варијанта, транспортна-војна, санитет и сл.). Верзије ознаке од F.390 до F.393 (у односу на авионе F.190) имају елису са четири крака, измењено репно пераје слабије моторе, мању путну и максималну брзину као и брзину пењања али зато повећан долет (1.200 km). Ових авиона је направљено укупно 25 примерака. Комерцијални авиони овог типа су коришћени у путничком саобраћају, углавном као авиотакси или за превоз поште у Француској, Португалији, Венецуели, Румунији и Југославији (Аеропут). Аеропут је имао само један авион Фарман F.190, набавио га је 1937. године и летео је као авио-такси до почетка рата (април) 1941. године.

## Земље у којима је коришћен овај авион
- Француска
- Португалија
- Румунија
- Краљевина Југославија
- Шпанија (Друга шпанска република)

## Особине авиона Фарман

### Опште карактеристике
- Мотор - 1 x 230 КС Гноме ет Роне 5Ба (фр. Gnome et Rhone 5Ba),
- Елиса - двокрака,
- Размах крила - 14,38 ,
- Површина крила - 40,20 m²,
- Дужина авиона - 10,38 m,
- Висина авиона - 2,5 m,
- Тежина празног авиона - 1.007 kg,
- Тежина пуног авиона - 1.800 kg,
- Капацитет - 4 путника,
- Посада - један члан.

### Перформансе
- Максимална брзина - 200 km/h,
- Путна брзина - 165 km/h,
- Брзиона пењања - 340 m/min,
- Највећи долет - 850 km,
- Плафон лета - 5.150 m.